# Eosphaerophoria marginata
Eosphaerophoria marginata är en tvåvingeart som beskrevs av Richard Frey 1946. Eosphaerophoria marginata ingår i släktet Eosphaerophoria och familjen blomflugor.
Artens utbredningsområde är Filippinerna. Inga underarter finns listade i Catalogue of Life.